# Ronchi Valsugana
Ronchi Valsugana är en ort och kommun i provinsen Trento i regionen Trentino-Sydtyrolen i Italien. Kommunen hade 446 invånare (2018).